# Franz Xaver Weisheit

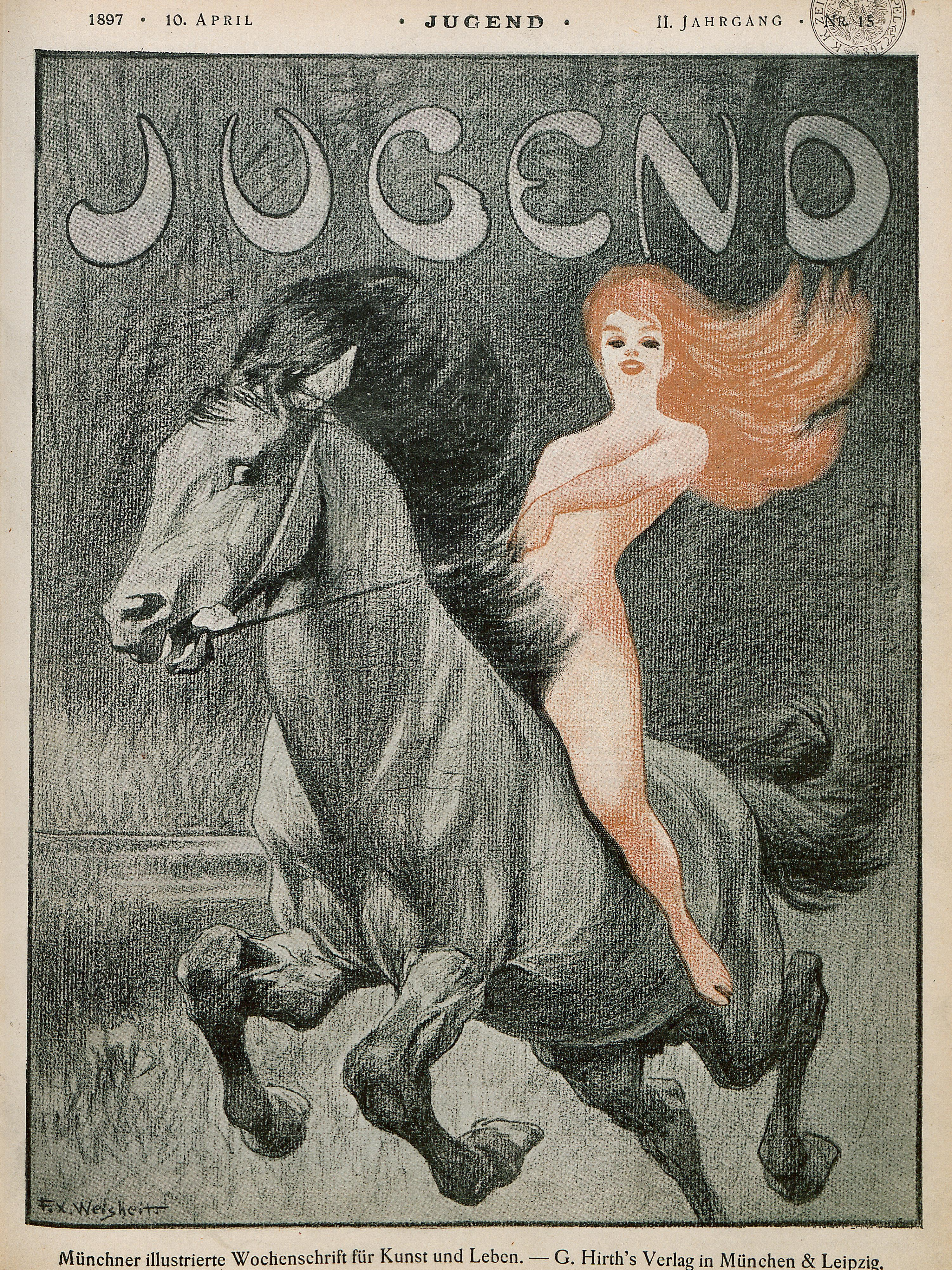
„Jugend“ Heft 15, 1897

Franz Xaver Weisheit (* 1874 in Würzburg; † 1897) war ein deutscher Tiermaler und Plakatkünstler.
Weisheit begann seine Malerlehre beim Würzburger Lithografen Michael Greiner (1863–1930). Am 5. November 1896 begann er sein Studium an der Königlichen Akademie der Künste in München in der Naturklasse bei Professor Johann Caspar Herterich.
Er beschäftigte sich mit der Plakatkunst und Tiermalerei.
Franz Xaver Weisheit starb im  Alter von 23 Jahren. Seine Werke wurden 1954 auf einer Gedächtnisausstellung gezeigt.